# John Barrie (Billardspieler)
William Barrie Smith (* 1924 in Wisbech; † 1996 in King’s Lynn), bekannt als John Barrie, war ein englischer English-Billiards- und Snookerspieler.

## Karriere
John Barrie, bürgerlich William Barrie Smith, wurde 1924 in Wisbech geboren und entdeckte bereits in seiner Kindheit das English Billiards für sich. Recht schnell wurde er in der Fachwelt als junges Talent entdeckt, der mehrfache Weltmeister Joe Davis verglich Barrie alsbald mit Davis’ engen Konkurrenten Walter Lindrum. 1940 wurde er britischer U16-Meister. Nach Ende des Zweiten Weltkriegs wurde Barrie Profispieler. Bis 1955 spielte er auf der damals sehr kleinen Profitour im Snooker, die für Barrie hauptsächlich aus der Snookerweltmeisterschaft und dem News of the World Tournament bestand. Der Engländer etablierte sich dabei als regelmäßiger Teilnehmer, der aber nie allzu weit kam. Sein bestes Ergebnis war die dreifache Teilnahme am Viertelfinale der Weltmeisterschaft. Derweil betätigte sich Barrie auch im English Billiards professionell. 1951 forderte er Clark McConachy um den Weltmeistertitel heraus, unterlag aber mit einer Differenz von gut 3.000 Punkten. Ein Jahr zuvor hatte er die UK Championship gewonnen, zwei weitere Male stand er in dieser Zeit im Finale. Zu jener Zeit verdiente er sich daneben sein Geld auch als Trainer, unter anderem für Mark Wildman. Mitte der 1950er zog er sich aber von seiner Profikarriere zurück und übernahm ein von seiner Familie geführtes Hotel in Wisbech.
Erst 1966 meldete sich Barrie im Snooker zurück, als er an der Amateurweltmeisterschaft teilnahm und dort Platz 3 der Abschlusstabelle belegte. In den 1970ern machte er als Teilnehmer bei den Watney Open 1974 von sich hören. Kurz danach wurde er wieder Profispieler. Im English Billiards gelang ihm bereits bei einem seiner ersten Turniere mit einer Halbfinalteilnahme ein Achtungserfolg. Ab 1977 betätigte er sich auch als Snooker-Profi, konnte in den folgenden Spielzeiten aber kaum mehr ein Spiel gewinnen. Mehr Erfolg hatte er im English Billiards, wo er 1979 noch einmal das Finale der UK Championship erreichte. Sukzessive verschlechterte sich aber sein Gesundheitszustand, weshalb er sich Anfang der 1980er-Jahre vom Sport zurückzog. Der hochrangige Freimaurer hatte mittlerweile die Leitung seines Hotels abgegeben. So genoss er in den folgenden Jahren zusammen mit seiner Ehefrau seinen Ruhestand im Küstenort Hunstanton. 1996 starb er im Alter von 72 Jahren im nahe gelegenen King’s Lynn. Neben seiner Ehefrau hinterließ er zwei Kinder.

## Spielweise
Barrie war bekannt für seine exzellente Technik in der Stoßart Floating White.

## Erfolge im English Billiards
| Ausgang         | Jahr | Turnier                             | Finalgegner        | Ergebnis  |
| --------------- | ---- | ----------------------------------- | ------------------ | --------- |
| Amateurturniere |      |                                     |                    |           |
| Sieger          | 1940 | Britische U16-Meisterschaft         | unbekannt          | unbekannt |
| Profiturniere   |      |                                     |                    |           |
| Zweiter         | 1946 | UK Championship                     | Joe Davis          | kampflos  |
| Zweiter         | 1948 | UK Championship                     | Sidney Smith       | 6428:7002 |
| Sieger          | 1950 | UK Championship                     | Kingsley Kennerley | 9046:5069 |
| Zweiter         | 1951 | English-Billiards-Weltmeisterschaft | Clark McConachy    | 6691:9264 |
| Zweiter         | 1979 | UK Championship                     | Rex Williams       | 2116:2952 |